# Neacșus Brief

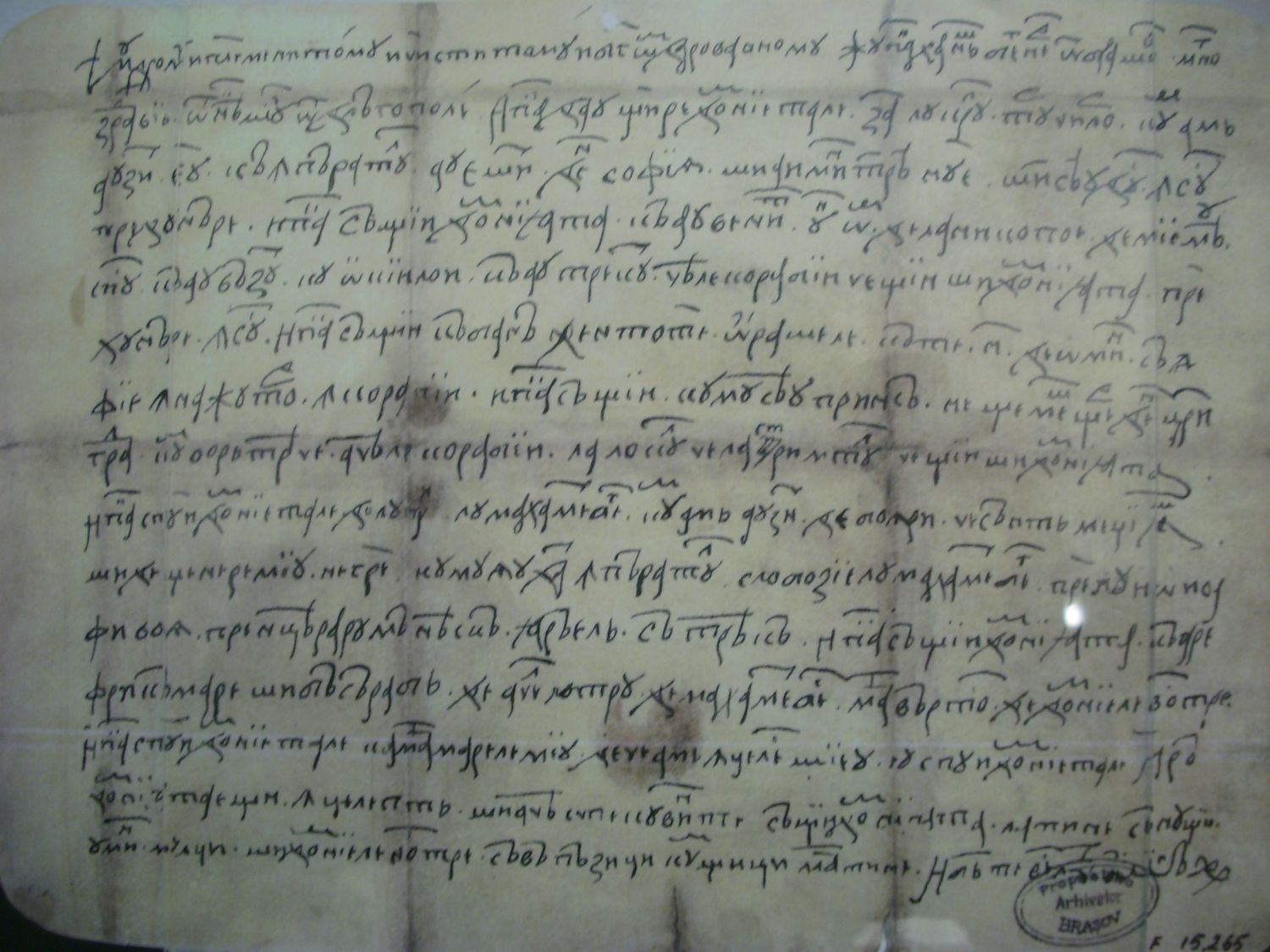
Originaltext in kyrillischer Schrift von Neacșus Brief

Der Brief des Neacșu aus Câmpulung ist das älteste bekannte Dokument in rumänischer Sprache.
Der Brief wurde am 29./30. Juni 1521 vom Kaufmann Neacșu Lupu in Câmpulung (Langenau) in kyrillischer Schrift verfasst und an Johannes Benkner, Stadtrichter von Kronstadt (Brașov) adressiert. Er enthält Informationen über einen bevorstehenden osmanischen Angriff auf die Walachei und möglicherweise auch auf Siebenbürgen. Wiederentdeckt hat das Dokument 1894 der Kronstädter Archivar Friedrich Wilhelm Stenner. Der Brief von Neacșu hat eine große Bedeutung für die rumänische Kultur und wird im Staatlichen Archiv von Brașov aufbewahrt. Eine Kopie befindet sich im Museum der Druckerei und alter rumänischer Bücher in Târgoviște.

## Text
- Transliteration

Die Übertragung des kyrillischen ins lateinische Alphabet folgt den Normen der Slawistik. Slawische Wörter im Originaltext werden in kursiver Schrift wiedergegeben. Der Text umfasst 190 Wörter, wovon 175 lateinischen Ursprungs sind, was eine Prozentzahl von 92 % ausmacht.
1. m(u)drom(u) i plemenitom(u) i cistitom(u) i b[o]g[o](m) darovannom(u) župa(n) hani(š) be(g)ne(r) o(t) brašo(v) mno(g)[o]
2. z(d)ravie o(t) ne(k)šu(l) o(t) dlugopole i pa(k) dau štire do(m)nïetale za lukru(l) tu(r)cilo(r) kum ami
3. auzi(t) èu ku ipuratu(l) au èši(t) de(n) sofïe ši aimi(n)tre nue ši seu du(s) i su(s)
4. pre dunure i pa(k) su štïi do(m)nïjata ku au veni(t) u(n) ?(m) de la nikopoe de mïe me(u)
5. spu(s) ku au vuzu(t) ku ?kïi loi ku au treku(t) cele korabïi ce štïi ši do(m)nïjata
6. pre dunure i su(s) i pak su štïi ku bagu den tote ?rašele kute [50] de ?mi(n) su e
7. fïe in ažuto(r) i korabïi i pak su štïi kumu seu prinsu nešte me(š)šte(r) de(n) c[a]ri
8. gra(d) ku(m) vori trece acele korabïi la loku(l) cela (st)rimtu(l) ce šttïi ši do(m)nïjata
9. i pa(k) spui do(m)nïetale de lukru(l) lu mahame(t) be(g) ku(m)u ami auzit de boeri ce sunti medžïja(š)
10. ši de dženere mïu negre kumu eu da(t) ipuratu(l) slobozïe lu mahame(t) beg pre iu i?i va
11. fi voe pren cera rumunesku jaru èli su treku i pa(k) su štïi do(m)nïjata ku are
12. friku mare ši busurab de ace(l) lotru de mahame(t) be(g) ma(i) vurto(s) de do(m)nïele vo(s)tre
13. i pa(k) spui do(m)nïetale ka ma(i) marele mïu de ce ami icele(s) šïeu eu spui do(m)nïetale jaru
14. do(m)nïjata ešti icelepti ši aceste kuvi(n)te su cïi do(m)nïjata la tine su nu štïe
15. umi(n) mulci ši do(m)nïele vo(s)tre su vu puzici ku(m) štici ma(i) bine i b[og]i te ve(s)[e]li(t) am[in]u

- Transkription nach aktuellen Orthographienormen

1. "Mudromu I plemenitomu, I cistitomu I bogom darovanomu jupan Hanas Bengner ot Brasov mnogo
2. zdravie ot Nécsu ot Dlagopole. I pak dau stire domnie tale za lucrul turcilor, cum am
3. auzit eu ca împaratul au esit den Sofiia, si aimintrea nu e, si se au dus în sus
4. pre Dunare. I pak sa stii domniia ta ca au venit un om de la Nicopole de miie me au
5. spus ca au vazut cu ochii lor ca au trecut ciale corabii ce stii si domniia ta
6. pre Dunare în sus. I pak sa stii ca baga den toate orasele câte 50 de omin sa
7. fie de ajutor în corabii. I pak sa stii cumu se au prins neste mester(i) den Tari
8. grad cum vor treace ceale corabii la locul cela strimtul ce stii si domniia ta.
9. I pak spui domniie tale de lucrul lui Mahamet beg, cum am auzit de boiari ce sunt megiias(i)
10. si de generemiiu Negre, cum i au dat împaratul sloboziie lui Mahamet beg, pe io i va
11. fi voia, pren Teara Rumâneasca, iara el sa treaca. I pak sa stii domniia ta ca are
12. frica mare si Basarab de acel lotru de Mahamet beg, mai vârtos de domniile voastre.
13. I pak spui domniietale ca mai marele miu, de ce am înteles si eu. Eu spui domniietale iara
14. domniiata esti întelept si aceste cuvinte sa tii domniiata la tine, sa nu stie
15. umin multi, si domniile vostre sa va paziti cum stiti mai bine. I bogi te veselit aminu.

- Übersetzung

1. Dem weisen, edlen und ehrenhaften und von Gott beschenkten Herrn Hans Benkner von Brașov, viele
2. Grüße von Neacșu von Câmpulung. Und so lasse ich Euch wissen über die Sache der Türken, wie ich
3. gehört habe, dass der Kaiser Sofia verlassen hat, und anders ist es nicht, und ist gegangen
4. donauaufwärts. Und so solltet Ihr wissen, dass ein Mann aus Nikopole gekommen ist, der mir
5. sagte, dass er mit eigenen Augen gesehen hat, dass die Schiffe, die auch Ihr kennt,
6. donauaufwärts passiert sind. Und so solltet wissen, dass sie in allen Städten je 50 Mann einsetzten, um
7. bei den Schiffen behilflich zu sein. Und so solltet wissen wie einige Meister aus Tsarigrad
8. haben sich engagiert die Schiffe an die enge Stelle, die auch Ihr kennt, zu führen.
9. Und so sage ich Euch über die Sache von Mahomet beg, wie ich von benachbarten Herrschaften gehört habe
10. und von meinem Schwiegersohn Negre, wie der Kaiser dem Mahamet Beg Freibreif gegeben hat, so
11. nach seinem Wille durch das Rumänische Land zu marschieren. Und so solltet Ihr wissen, dass auch
12. Basarab große Angst vor diesem Räuber Mahomet hat, mehr als Eure Herrschaften.
13. Und so sage ich Euch, wie meinem Vorgesetzter, worüber ich verstanden habe. Ich sage (es) Euch und
14. Ihr seid weise und diese Wörter solltet Ihr bei Euch halten, damit nicht viele Menschen
15. erfahren, und Eure Herrschaften sollten sich schützen nach bestem Wissen. Und Gott soll Dich beglücken. Amen.